# Thạnh Phú Đông
Thạnh Phú Đông là một xã thuộc huyện Giồng Trôm, tỉnh Bến Tre, Việt Nam.
Xã Thạnh Phú Đông có diện tích 21,59 km², dân số năm 1999 là 10.465 người, mật độ dân số đạt 485 người/km².
Đây là quê hương của Bí thư Tỉnh ủy Bến Tre Phan Văn Mãi.